# El testament porpra
"El testament porpra" (títol original en anglès "The Purple Testament") és el dinovè episodi de la sèrie de televisió d’antologia La Dimensió Desconeguda. Es va emetre originalment el 12 de febrer de 1960 a la cadena CBS. Ha estat doblat al català i emès per TV3.És "la història d'un home que pot predir la mort".

## Narració d'obertura
| « | Esquadró d'Infanteria, Exèrcit dels Estats Units, Illes Filipines, 1945. Aquests són els rostres dels joves que lluiten, com si algun pintor omniscient hagués barrejat un tub d'olis que en un moment fossin marró terra, gris pols, vermell sang, barba negra i por, groc blanc, i aquests homes eren els models. Perquè aquesta és la província del combat, i aquestes són les cares de la guerra. | » |

## Argument
William Fitzgerald ("Fitz"), un tinent que serveix a la Segona Guerra Mundial, de sobte adquireix la misteriosa habilitat de veure qui està a punt de morir a través d'un estrany resplendor a la cara de la persona. Després de predir correctament diverses morts, li diu al seu amic Capità Riker què és capaç de veure, però el Capità no sap si creure'l. Riker consulta amb un metge, el capità Gunther, que creu que pot ser prudent fer unes quantes proves al tinent. Mentre Riker i Gunther parlen d'això, Fitz es troba al mateix hospital visitant un dels seus homes, Smitty, que se suposa que ha de sortir. Però veu l'estranya llum a la cara del soldat i coneix el seu destí. Després que la seva premonició es fa realitat, Fitz fa una escena a l'hospital davant dels capitans Gunther i Riker.
De tornada al campament, després que Riker exposa els plans per a la propera missió, Fitz revela que ha vist la llum a la cara del capità. Tot i que Riker insisteix que no vol dir res, que els dos compartiran una copa després de tornar de la batalla, tanmateix, deixa enrere algunes de les seves possessions personals -unes quantes fotografies i el seu anell de noces- abans d'entrar en combat. Al campament, els homes discuteixen sobre els rumors de les prediccions del tinent, però Riker diu a tots els soldats que hi ha que no hi ha "lectors mentals" al campament. Fitz, en veure les cares dels homes i adonar-se que podria provocar un motí (i que cap d'ells està cansat de morir), està d'acord amb el capità.
En la batalla següent, tots tornen excepte en Riker, que és assassinat per un franctirador. El capità Gunther li comunica a Fitz que l'envien de tornada al quarter general de la divisió per descansar, però mentre el tinent reuneix el seu equipament, capta el seu reflex en un mirall i veu la llum a la seva pròpia cara. Després d'això, Fitz es torna distant, com resignat al destí.
Un conductor de jeep ve a buscar a Fitz. El sergent envia els dos, dient al conductor que vagi amb compte mentre van; Aleshores, Fitz veu la llum a la cara del conductor del jeep. No han revisat completament la zona per detectar mines terrestres a la carretera. Quan els soldats es reuneixen al voltant del campament al capvespre, s'escolta el so d'una explosió a la distància.

## Narració de cloenda
| « | De William Shakespeare, Ricard Tercer, un petit fragment. La línia diu: "Ha vingut a obrir el testament porpra de la guerra sagnant". I per al tinent William Fitzgerald, companyia A, Primer Batalló, el testament està tancat. El tinent Fitzgerald ha trobat la Dimensió Desconeguda. | » |

(De fet, la cita és de Ricard II, no de Ricard III.)

## Repartiment
- William Reynolds com a Tinent Fitzgerald
- Dick York com a Capità Phil Riker
- Barney Phillips com a Capità E.L. Gunther
- Warren Oates com a conductor de jeep
- Paul Mazursky com a Orderly
- Ron Masak com a Home de l’harmònica
- William Phipps com a Sergent
- S. John Launer com a Coronel
- Marc Cavell com a Freeman